# Atifete Jahjaga
Atifete Jahjaga (Gjakova, 20 aprile 1975) è una politica kosovara, terza presidente della Repubblica del Kosovo dal 2011 al 2016. È stata la prima donna a ricoprire tale incarico.

## Biografia

### Primi anni
Jahjaga completa il proprio ciclo di studi a Pristina, dove si laurea in giurisprudenza nel 2000. Continua il proprio percorso formativo, focalizzandosi sul diritto penale e sulla sicurezza, presso l'università di Leicester e, successivamente nel 2007, negli Stati Uniti per specializzarsi in scienze criminali presso l'università della Virginia.

### Attività professionale
Ha ricoperto ruoli apicali nella polizia del Kosovo.

### L'elezione a presidente
Il 6 aprile 2011, Jahjaga è stata eletta presidente del Kosovo con un ampio margine di voti parlamentari, avendo avuto l'appoggio del Partito democratico del Kosovo (Pdk), Nuova alleanza per il Kosovo (Ark), partiti di governo. Ha votato a favore anche il maggiore partito di opposizione, la Lega democratica del Kosovo (Ldk).